# Dassow (Wüstung)
Dassow war ein Wohnplatz in der preußischen Provinz Pommern. 
Der Wohnplatz bestand aus einer Hofstelle (Ausbau), die um 1900 in der Feldmark des Dorfes Rossenthin angelegt wurde. Dassow lag etwa 1 ½ Kilometer südwestlich von Rossenthin am Rand der Rossenthiner Fichten. Im Jahre 1905 wurden hier 14 Einwohner gezählt.
Bis 1945 bildete Dassow einen Wohnplatz in der Landgemeinde Rossenthin und gehörte mit dieser zum Kreis Kolberg-Körlin der preußischen Provinz Pommern.
Nach 1945 kam das Gebiet, wie ganz Hinterpommern, an Polen. Heute liegt der Wohnplatz wüst. Die Wüstung liegt in der Woiwodschaft Westpommern, im Gemeindegebiet der polnischen Gmina Kołobrzeg (Landgemeinde Kolberg). 